# برنارد فالتر
برنارد فالتر (بالألمانية: Bernhard Walther)‏ (و. 1430 – 1504 م) هو عالم فلك من ألمانيا . ولد في ميمينجين .
توفي في نورنبرغ، عن عمر يناهز 74 عاماً.